# نیو آلبین (آیووا)
نیو آلبین (به انگلیسی: New Albin) شهری در ایالت آیووا کشور ایالات متحده آمریکا است که جمعیت آن در سرشماری سال ۲۰۱۰ میلادی، ۵۲۲ نفر بوده‌است.